# مدروکسی پروژسترون استات
مِدروکسی پروژِسترون اَسِتات(MPA) ، همچنین شناخته شده به عنوان دِپو مِدروکسی پروژِسترون اَسِتات  در شکل تزریقی و تحت نام تجاری دِپو پرووِرا(Depo_provera) یک داروی هورمونی از نوع پروژستین است   به عنوان راهی برای جلوگیری از بارداری و به عنوان بخشی از هورمون تراپی یائسگی استفاده می‌شود. همچنین برای درمان آندومتریوز،خونریزی غیر طبیعی رحم ، پارافیلیا و انواع خاصی از سرطان از این دارو استفاده می‌شود. این دارو در هر دو حالت تنها و در ترکیب با استروژن در دسترس است.  طریقه مصرف این دارو از طریق دهان ، استفاده زیر زبانی،یا با تزریق به داخل ماهیچه یا چربی می‌باشد.
عوارض جانبی معمول این دارو شامل اختلالات قائدگی از جمله عدم پریود ، درد شکمی و سر درد است. عوارض جانبی جدی تر  شامل تقلیل استخوان ، لخته شدن خون ، واکنش های آلرژیک و مشکلات کبدی هستند. استفاده در طول دوران بارداری توصیه نمی‌شود چون ممکن است به کودک آسیب برساند. MPA یک پروژسترون ساختگی است و گیرنده پروژسترون را فعال می‌کند ، هدف بیولوژیکی پروژسترون. همچنین دارای فعالیت آندروژنیک و فعالیت گلوکوکورتیکوئید ضعیف است. با توجه به فعالیت پروژستوژنیکش ، اِم‌پی‌اِی ترشح گنادوتروپین را کاهش می‌دهد و می‌تواند هورمون های جنسی را سرکوب کند. این دارو با جلوگیری از تخمک گذاری به عنوان نوعی پیشگیری از بارداری عمل می کند.
ام‌پی‌اِی در سال ۱۹۵۶ میلادی کشف و در سال ۱۹۵۹ میلادی برای استفاده پزشکی در ایالات متحده آمریکا معرفی شد   این دارو در فهرست داروهای ضروری سازمان جهانی بهداشت قرار دارد.  ام‌پی‌اِی پر استفاده ترین پروژستین در هورمون تراپی یائسگی و در پیشگیری از بارداری تنها بر پایه پروژسترون است  DMPA برای استفاده به عنوان داروی پیشگیری از بارداری با تاثیر طولانی مدت در بیش از ۱۰۰ کشور تایید شده است   در سال ۲۰۲۰ میلادی ، با بیش از دو میلیون نسخه ، این دارو دویست و چهاردهمین دارو با بیشترین تجویز در ایالات متحده آمریکا بود 